# Аки (растение)
Аки, или Блигия вкусная (лат. Blighia sapida) — плодовое дерево семейства Сапиндовые. На Ямайке считается «национальным» фруктом.

## Описание
Аки — небольшое дерево высотой 10—12 м с серой, почти гладкой корой и эллиптическими листьями 15—30 см длиной.
Плод грушевидный, длиной 7—10 см, с красно-жёлтой кожицей; внешне напоминает персик. Когда плод полностью созревает, он трескается и становится видна кремовая сладковатая мякоть, по вкусу напоминающая грецкий орех, которая окружает три чёрных семени.

## Распространение
Родина аки — Западная Африка. Был завезён на Ямайку и позже распространился на Центральную Америку, Антильские и Багамские острова. Одиночные деревья встречаются также в Бразилии, Эквадоре, Венесуэле, Колумбии и Суринаме.

## Использование
Плоды аки ядовиты (содержат гипоглицин) до тех пор, пока не раскроются естественным образом. Семена ядовиты всегда, в них концентрация гипоглицина в 2—3 раза больше.
В пищу употребляют только мякоть, окружающую семена, остальные части плода не едят.
Мякоть можно есть сырой, но на Ямайке обычно её варят вместе с солёной сайдой или хеком — аки с солёной рыбой считается национальным блюдом. В Африке мякоть аки добавляют в суп или жарят в масле.
В странах Западной Африки зелёные плоды используются как мыло. Размятые плоды аки могут быть использованы в качестве яда для рыб.